# الإفراط في التداوي
الإفراط في التداوي (overmedication) هو الإفراط في استعمال الأدوية عندما يأخذ المريض أدوية غير ضرورية أو مفرطة. فالأشخاص الذين يعانون من الإفراط في تناول الأدوية لا يميلون إلى إتباع تعليمات طبيبهم بشأن تناول أدويتهم.

## طب الأطفال
ارتفعت معدلات تناول الأدوية المفرط بين الأطفال إلى حد كبير مع أولئك الذين تتراوح أعمارهم بين عامين وخمس سنوات، والذين يوصف لهم مضادات الذهان غير النمطية للإضطرابات الثنائية القطبية والعجز عن النمو واضطرابات فرط النشاط والاضطرابات السلوكية.
وقد استفادت شركات الأدوية استفادة كبيرة من الأرباح التي حققتها في مبيعات العقاقير مثل منشطات الأطفال المفرطة النشاط، حيث يتلقى نصف مليون طفل في الولايات المتحدة الأدوية؛ فقد صار الأولاد أكثر اهتماما بالتكنولوجيا، مما أدّي إلي تقليل وقت اللعب خارج البيت وقضاء وقت أقل مع والديهم، وقد أثرت أيضًا الساعات الطويلة التي قضاها الأطفال في التكنولوجيا على نموهم الحسي والحركي، إلى جانب مهارات التنشئة الاجتماعية، مما تسبب بدوره في تشخيص اضطرابات سلوكية ونفسية وإعاقات في التعلم باستخدام المؤثرات العقلية.
من المهم أن يراقب الوالدان سلوك أولادهم وينظموا بيئتهم بغية منع أية اضطرابات عاطفية مستقبلية. وكثيرًا ما توصف الأدوية لهؤلاء الأطفال، ولكنها وحدها لا تُعلم الطفل كيف يقيم علاقات أكثر قيمة في المنزل أو في المجتمع.
ويمكن تطبيق أشكال أخرى من التدخل لتكملة آثار العلاج الدوائي وتعليم سلوك التنظيم الذاتي لدى الأطفال ومهارات التكيف الصحية.
وقد تكون زيادة الأدوية النفسية للأطفال نتيجة لانخفاض الدعم المقدم للرعاية، مما يؤدي إلى الأمراض النفسية التي تكون فيها الأدوية في كثير من الأحيان هي طريقة العلاج. ولا يكون لدى الأسر دائما معرفة أو وسائل لإتباع أساليب تدخل آخري مثل العلاج الفردي مع الطفل والعلاج الأسري وإسداء المشورة الأبوية التي يمكن أن تعلم استراتيجيات الأبوة الفعالة لتلبية احتياجات طفلها المحددة، وهناك جدل في أن المهنيين في مجال الرعاية الصحية قد تعرضوا للضغط لكي يؤدوا بكفاءة متسببين في التأثير على الصيدليات المتعددة المجزأة.

## الإفراط في وصف الأدوية
وثمة مسألة ذات صلة هي مسألة الوصفات الطبية المفرطة، التي تحدث عندما يعطي الأطباء عقاقير موصوفة لمرضى لا يحتاجون إليها، والمضادات الحيوية هي مثال شائع، وكذلك المسكنات المخدرة. ويُستشهد في بعض الأحيان بالتسويق المكثف من جانب شركات الأدوية كسبب للمغالاة في وصف الأدوية.

## عدم تشخيص الحالات الطبية لمنع الإفراط في وصف الأدوية
ولا تنطوي بعض التشخيصات على آثار إكلينيكيّة هامة، ولا تتطلب هذه الحالات علاجًا، وعندما يعالجون يكون هناك احتمال للضرر ولكن هناك احتمال ضئيل للنفع، ويمكن أن تساعد خوارزمية محو المرض الأخصائيين السَريريّين على تقييم التشخيص من خلال النظر في الحالات المرضية التي تم تحديدها، والتصرف بشكل طبيعي واختيار الأهداف المناسبة للقضاء على التشخيصات غير الضرورية والأدوية المرتبطة بها.

## الإفراط في الأدوية يسبب الصداع
فالإفراط في تناول الأدوية يسبب الصداع المعروف أيضًا بالصداع الذي ينتعش بسبب الإفراط في استعمال العقاقير التي تخفف الآلام لمعالجة الصداع، مثل الصداع النصفي.

## الروابط الخارجية
- .Medicating Kids, https://www.pbs.org/wgbh/pages/frontline/shows/medicating/
- http://health.usnews.com/health-news/managing-your-healthcare/diabetes/articles/2010/10/07/overmedication-are-americans-taking-too-many-drugs
- http://www.businessweek.com/stories/2009-07-28/health-care-in-crisis-overmedicating-americabusinessweek-business-news-stock-market-and-financial-advice